# Как работает мозг
«Как работает мозг» (англ. How the Mind Works) — книга канадско-американского учёного-когнитивиста Стивена Пинкера, в которой автор пытается объяснить некоторые плохо изученные функции человеческого разума с точки зрения эволюции. На основе парадигмы эволюционной психологии, сформулированной Джоном Туби и Ледой Космидес, Пинкер охватывает вопросы эмоций, феминизма и смысла жизни. Он выступает как за вычислительную теорию разума, так и за неодарвинистский адаптационистский подход к эволюции, оба которых он считает центральными компонентами эволюционной психологии. Автор критикует феминизм различия, потому что считает, что научные исследования доказывают, что женщины и мужчины мало или совсем не отличаются в своих моральных рассуждениях. Книга стала финалистом Пулитцеровской премии.

## Реакция
Джерри Фодор, которого считают одним из отцов вычислительной теории разума, раскритиковал книгу. Дж. Фодор написал книгу с открыто «антипинкеровским» названием «Мышление работает не так», где на примере модулярности мозга он пишет о том, что человеческий мозг гораздо лучше развит, нежели мозг высших приматов, и ставит вопрос: может быть, это произошло не благодаря эволюции, а из-за случайного мутационного изменения, которое и «спровоцировало» такое бурное развитие человеческого мозга?
Даниэл Левитин раскритиковал Пинкера за то, что он назвал музыку в книге «слуховым чизкейком». В своей книге «Это ваш мозг о музыке» (2006) Левитин в последней главе отводит часть, чтобы опровергнуть аргументы Пинкера. На вопрос журналиста New York Times, Клайва Томпсона, о книге Левитина Пинкер ответил, что не читал её.